# Södra Möre tingslag
Södra Möre tingslag var ett tingslag i Kalmar län och från 1772 i Södra Möre domsaga. 
Tingslaget bildades 1680 och upplöstes 1 januari 1969 då dess verksamhet överfördes till Möre och Ölands domsagas tingslag. Tingsplats var Vassmolösa och från 1930-talet Nybro samt från augusti 1966 Kalmar.

## Ingående områden
Tingslaget omfattade Södra Möre härad.